# Rocca Bernauda
Rocca Bernauda (fr. Roche Bernaude) – szczyt w Alpach Kotyjskich, części Alp Zachodnich. Leży na granicy między Włochami (region Piemont) a Francją (region Prowansja-Alpy-Lazurowe Wybrzeże). Szczyt można zdobyć drogą z miejscowości Bardonecchia w dolinie Val di Susa. Jest to najdalej wysunięty na zachód punkt Włoch.